# 트래픽 (2000년 영화)
트래픽(Traffic)은 2000년 공개된 미국의 범죄 영화이다.

## 줄거리

### 멕시코 이야기 선
멕시코에서 경찰관 하비에르 로드리게스 로드리게스와 마놀로 산체스는 마약 운반을 저지한다. 멕시코 고위 관리인 살라자르 장군은 이들의 체포를 방해하고 하비에르에게 오브레곤 형제가 이끄는 티후아나 카르텔의 청부 살인업자인 프란시스코 플로레스를 체포하는 특별 임무를 제안한다.
티후아나에서 고문을 받던 플로레스는 오브레곤 카르텔 조직원들의 이름을 살라자르에게 알려주고, 이들은 체포된다. 하비에르와 살라자르의 노력으로 오브레곤의 코카인 조직은 큰 타격을 입지만, 하비에르는 살라자르가 경쟁 관계에 있는 후아레스 카르텔의 꼭두각시임을 알게 된다. 살라자르의 마약 단속 캠페인은 후아레스 카르텔의 경쟁자들을 제거하기 위한 속임수였다.
산체스는 살라자르의 실제 소속에 대한 정보를 마약단속국에 팔려 하지만, 살라자르는 하비에르가 지켜보는 가운데 사막에서 산체스를 살해한다. 하비에르는 살라자르에 대해 증언하는 대가로 그의 동네에 전기를 공급하여 아이들이 길거리 갱단과 범죄에 유혹되지 않도록 하는 조건으로 마약단속국과 거래를 성사시킨다. 살라자르의 비밀이 밝혀지고, 그는 체포된다.
하비에르는 경찰과 군대의 만연한 부패에 대해 언론에 성명을 발표한다. 나중에 하비에르는 아이들이 새로운 경기장에서 밤에 야구를 하는 것을 지켜본다.

### 웨이크필드 이야기 선
보수적인 오하이오주의 법관 로버트 웨이크필드는 미국 대통령의 국가 마약 통제 정책국의 책임자로 임명되지만, 그는 마약과의 전쟁은 이길 수 없다는 경고를 듣는다. 한편, 로버트의 십대 딸 캐롤라인은 남자친구 세스에게 프리베이싱을 배운 후 코카인, 메스암페타민, 헤로인을 사용하여 약물 중독에 빠진다. 캐롤라인, 세스, 그리고 그들의 친구 바네사는 과다 복용한 친구를 병원에 버리려다 체포된다. 로버트와 그의 아내 바바라는 몇 달 동안 비밀리에 알고 있던 캐롤라인의 중독 문제로 고군분투한다.
로버트는 그의 힘든 새 직책과 어려운 가족 생활 사이에서 갈등한다. 멕시코를 방문한 그는 오브레곤 형제들에게 타격을 입힌 살라자르의 성공적인 노력에 고무된다. 오하이오로 돌아온 로버트는 캐롤라인이 부모님에게서 약값을 훔친 후 신시내티로 도망쳤다는 사실을 알게 된다.
세스를 끌고 로버트는 딸을 찾아 신시내티를 뒤진다. 캐롤라인을 매춘시키는 마약 딜러가 그녀의 행방을 밝히기를 거부하자, 로버트는 허름한 호텔 방에 침입하여 반쯤 의식을 잃은 캐롤라인이 나이 든 남자와 함께 있는 것을 발견한다. 워싱턴 D.C.에서 마약과의 전쟁을 이기기 위한 "10가지 계획"을 발표하던 로버트는 연설 도중에 말을 잇지 못하고, 마약과의 전쟁은 자신의 가족과의 전쟁을 의미하며, 자신은 그것을 지지할 수 없다고 언론에 말한다. 나중에 로버트와 바바라는 캐롤라인과 함께 마약 중독자 익명 모임에 참석하여 다른 참석자들에게 자신들은 "경청하기 위해 왔다"고 말한다.

### 아야라/마약단속국 이야기 선
샌디에고에서 몬텔 고든과 레이 카스트로가 이끄는 마약단속국 잠복 수사는 어부 행세를 하는 딜러 에두아르도 루이즈의 체포로 이어진다. 루이즈는 자신의 보스이자 미국 내 오브레곤의 최대 유통업자인 마약왕 칼 아야라를 넘겨준다. 아야라는 로버트 웨이크필드가 카르텔에게 메시지를 보내기 위해 직접 선택한 강력한 검사에 의해 기소된다.
아야라의 재판이 시작되자, 임신 중인 그의 아내 헬레나는 남편의 동료 아르니 메츠거로부터 남편의 진짜 직업을 알게 된다. 남편의 종신형과 자녀에 대한 살해 위협에 직면한 헬레나는 루이즈를 암살하고 재판을 놀리 프로시콰이로 종결시키기 위해 플로레스를 고용한다. 플로레스는 차량 폭탄을 설치하지만, 살라자르 장군과의 협력에 대한 보복으로 저격수에게 살해당하고, 루이즈를 죽이려던 폭탄은 대신 카스트로 요원을 죽인다.
루이즈가 곧 증언할 것임을 아는 헬레나는 후안 오브레곤과 거래를 한다. 오브레곤은 아야라 가족의 빚을 탕감해 주고 루이즈를 독살한다. 아야라는 풀려나고, 그는 메츠거가 루이즈에 대해 FBI에 정보를 제공하고 아야라의 몰락을 돕기 위해 3백만 달러를 받았다는 것을 추론한다. 메츠거는 나중에 무장한 남자들에게 방문을 받는다. 아야라가 풀려난 직후, 고든은 그의 귀향 축하 파티에 난입하지만 쫓겨난다. 아야라의 책상 밑에 도청 장치를 설치했던 고든은 미소를 지으며 걸어 나간다.

## 출연

### 주연
- 스티븐 바우어
- 벤자민 브랫
- 제임스 브롤린
- 돈 치들
- 에리카 크리스틴슨
- 클리프톤 콜린스 주니어
- 베니시오 델 토로
- 마이클 더글라스
- 미겔 페레
- 알버트 피니
- 토퍼 그레이스
- 루이스 구즈만
- 에이미 어빙
- 토마스 밀리안
- D.W. 모펫
- 데니스 퀘이드
- 피터 리거트
- 제이콥 바가스
- 캐서린 제타 존스

### 조연
- 셀마 헤이엑

## 기타
- 원작자: 시몬 무어
- 미술: 필립 메시나
- 의상: 루이즈 프로글리
- 배역: 데브라 제인

## 같이 보기
- 하이퍼링크 시네마